# American Baptist Churches (USA)

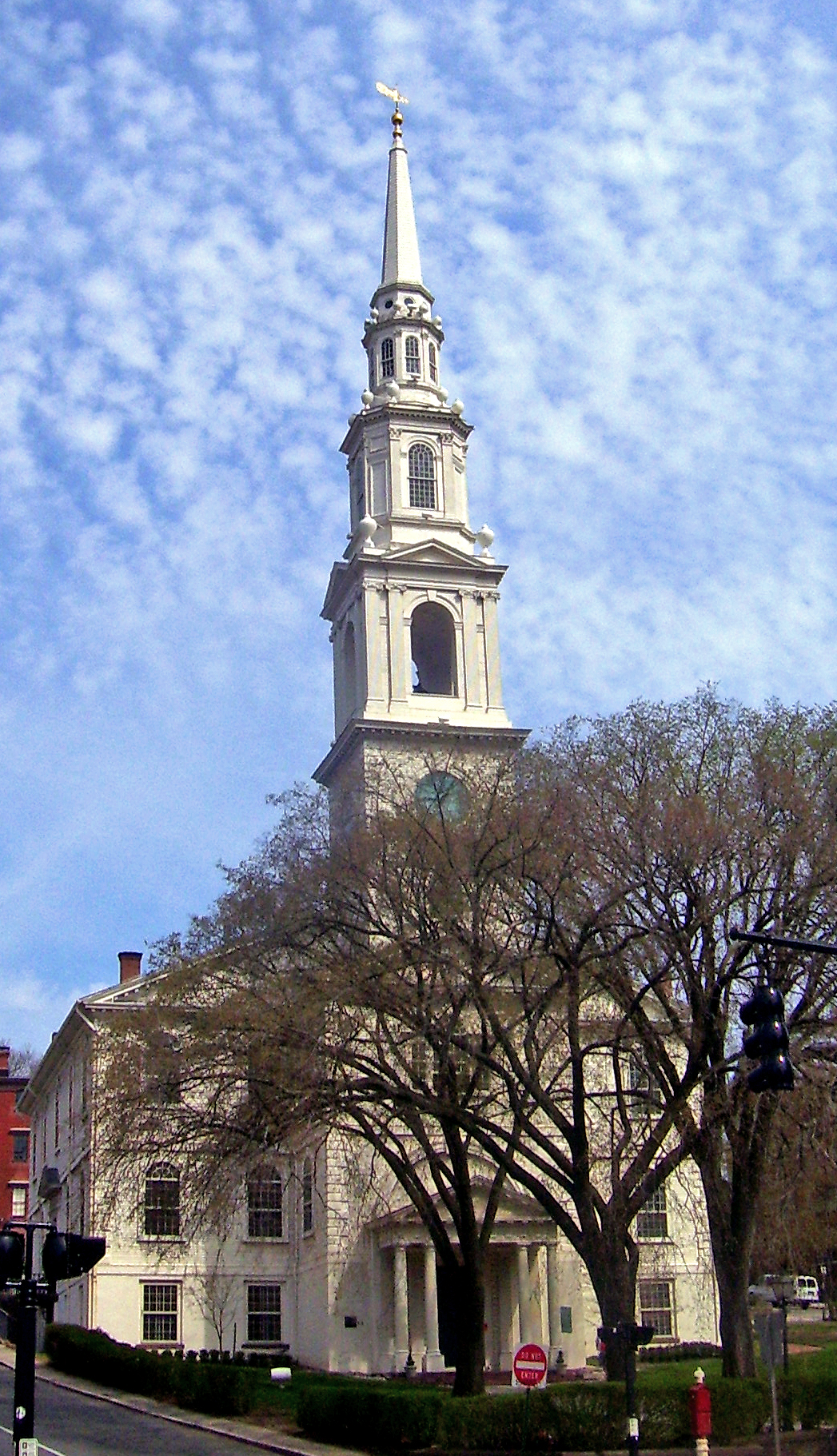
Eerste Baptist Church in Providence (Rhode Island)

De American Baptist Churches (U.S.A.) is een Amerikaans baptistisch kerkgenootschap. Het hoofdkantoor van de ABCUSA staat in Valley Forge, Pennsylvania. De American Baptist Churches is een zogenaamde "mainline church" die een gematigde protestantse theologie uitdraagt. De ABCUSA kent zowel liberale, gematigde, conservatieve en evangelische christenen.

## Geschiedenis
Roger Williams (ca. 1603-1683), een van oorsprong Engelse theoloog, stichtte in 1638 de eerste baptistische kerk in de Verenigde Staten. Deze kerk, later de First Baptist Church in America genoemd, werd gesticht in Providence, Rhode Island. Williams, die door de puriteinen in Noord-Amerika werd beschouwd als een ketter vanwege diens ruime opvattingen over godsdienstvrijheid, had eerder met geloofsgenoten de kolonie van Rhode Island had opgericht. In de nieuwe kolonie bestond volledige vrijheid van godsdienst en scheiding van kerk en staat. In navolging van Williams hebben de baptisten in de VS zich altijd ingezet voor een volledige scheiding van kerk en staat en gewetensvrijheid.
De Amerikaanse baptisten namen het congregationalistisch model over dat voorziet in een volledige autonomie van ieder afzonderlijke gemeente. Men streefde wel altijd naar onderlinge samenwerking, bijvoorbeeld op het gebied van de missie en kerkopbouw. Jonge gemeenten konden altijd terugvallen op steun van al langer bestaande gemeenten. In de achttiende eeuw werd in Providence de Brown-universiteit opgericht. Aan deze universiteit ontvingen de toekomstige predikanten hun opleiding.
In 1814 vond de eerste van de zgn. Triennial Convention, de driejaarlijkse conventie, plaats. Tijdens deze conventies werd veel aandacht besteed aan missie en zending. In een dispuut over de slavernij in 1845 - men wilde slavenhouders bevestiging tot predikant ontzeggen -, scheidden de zuidelijke baptisten - die zich hier niet in konden vinden - zich van de Triennial Convention af en vormde de Southern Baptist Convention, die ook vandaag de dag nog bestaat. De SBC bleek veel beter georganiseerd dan de losse associaties die verbonden waren aan de Triennial Convention. In 1907 werden zij dan toch verenigd onder de naam Northern Baptist Convention. Charles Evans Hughes, de gouverneur van de New York, werd de eerste voorzitter van de noordelijke baptisten. De baptisten van de vrije wil sloten zich 1911 bij de NBC aan.
In de periode 1950-1966 namen de jaarlijkse conventies resoluties aan waarin de burgerrechtenbeweging werd gesteund. Veel baptisten van de NBC waren betrokken bij het verzet tegen het racisme.
In 1972 werd de naam van de NBC gewijzigd in American Baptist Churches (U.S.A.). In het bestuur wordt nadrukkelijk gestreefd naar balans (achtergrond, sekse, etc.).
Net als al de andere mainline churches in de VS loopt het aantal lidmaten terug. In 1980 telde de ABCUSA 1.6 miljoen leden, tegenwoordig zijn dat er 1,2 miljoen. De teruggang is echter minder dan bij andere mainline churches.

## Theologie
Een van de belangrijkste kenmerken van het baptisme is dat men alleen de volwassendoop kent. De doop geschiedt door volledige onderdompeling en het lidmaatschap van een baptistenkerk wordt gezien als een bewuste keuze. Men wordt gedoopt met de doopformule van Matt. 28:19. De Doop geldt als een sacrament. Het andere sacrament is het Avondmaal. De frequentie van de avondmaalsviering verschilt per gemeente.
Er ligt sterk de nadruk op het priesterschap van alle gelovigen, waardoor er geen verschil bestaat tussen predikant en gemeentelid.
De ABCUSA is congregationalistisch. Dit betekent dat alle gemeenten autonoom zijn. Een gemeente wordt gezien als een "volledige" kerk.
Theologische gezien zijn de gemeenten van de ABCUSA gematigd orthodox. Er zijn echter ook meer vrijzinnige en orthodoxe gemeenten. Een substantieel aantal gemeenten is Afro-Amerikaans en onderhoudt ook banden met traditioneel Afro-Amerikaanse verbanden als de National Baptist Convention en de Progressive National Baptist Convention.
De ABCUSA verschilt theologisch sterk van de conservatieve Southern Baptist Convention (SBC), die met de jaren zelfs fundamentalistische trekjes is gaan vertonen. In tegenstelling tot de SBC kunnen vrouwen tot predikant beroepen worden. 9,1% van de predikanten is vrouw.

## Lidmaatschap van oecumenische organisaties
De ABCUSA is lid van de Amerikaanse Nationale Raad van Kerken en de Baptistische Wereldalliantie.